# Liste der Biografien/Sog
Liste der Biografien |
Portal Biografien |
Personensuche
# |
A |
B |
C |
D |
E |
F |
G |
H |
I |
J |
K |
L |
M |
N |
O |
P |
Q |
R |
S |
T |
U |
V |
W |
X |
Y |
Z |
?
 
Sa |
Sb |
Sc |
Sd |
Se |
Sf |
Sg |
Sh |
Si |
Sj |
Sk |
Sl |
Sm |
Sn |
So |
Sp |
Sq |
Sr |
Ss |
St |
Su |
Sv |
Sw |
Sy |
Sz
 
Soa |
Sob |
Soc |
Sod |
Soe |
Sof |
Sog |
Soh |
Soi |
Soj |
Sok |
Sol |
Som |
Son |
Soo |
Sop |
Sor |
Sos |
Sot |
Sou |
Sov |
Sow |
Sox |
Soy |
Soz
Die Liste der Biografien führt alle Personen auf, die in der deutschsprachigen Wikipedia einen Artikel haben. Dieses ist eine Teilliste mit 53 Einträgen von Personen, deren Namen mit den Buchstaben „Sog“ beginnt.

## Sog

### Soga
- Soga no Emishi (587–645), japanischer Staatsmann
- Soga no Iruka († 645), japanischer Staatsmann
- Soga no Umako († 626), japanischer Aristokrat (Yamato-Zeit)
- Soga, Daichi (* 1998), japanischer Fußballspieler
- Soga, Konami (* 1995), japanische Eisschnellläuferin
- Soga, Shōhaku (1730–1781), japanischer Maler
- Søgaard, Frederik (* 1997), dänischer Badmintonspieler
- Søgaard, Mads (* 2000), dänischer Eishockeytorwart
- Søgaard, Michael (* 1969), dänischer Badmintonspieler
- Søgaard, Morten (* 1956), norwegischer Curler
- Søgaard, Ole (1936–2002), dänischer Schauspieler und Fotograf
- Søgaard, Poul (1923–2016), dänischer sozialdemokratischer Politiker, Abgeordneter und Minister
- Søgaard-Andersen, Lotte (* 1959), dänische Molekulargenetikerin, Direktorin am Max-Planck-Institut für terrestrische Mikrobiologie in Marburg
- Søgaard-Lidell, Linea (* 1987), dänische Kommunikationsberaterin und Politikerin (Venstre), MdEP
- Sogabe, Keita (* 1988), japanischer Fußballspieler
- Sogahata, Hitoshi (* 1979), japanischer Fußballspieler
- Sogame, Shinya (* 1987), japanischer Dreispringer
- Soganoya, Gorō (1877–1948), japanischer Komödiant
- Sogavare, Manasseh (* 1955), salomonischer Politiker, Premierminister der Salomonen

### Sogd
- Sogdiana (* 1984), usbekisch-russische Sängerin und Schauspielerin
- Sogdianos († 423 v. Chr.), persischer König

### Soge
- Sõgel, Endel (1922–1998), estnischer Literaturwissenschaftler und Publizist
- Sogemeier, Martin (1893–1962), deutscher Wirtschaftsfunktionär

### Sogg
- Sogge, Christopher (* 1960), US-amerikanischer Mathematiker
- Soggi, Niccolò, italienischer Maler

### Sogh
- Soghanalian, Sarkis (1929–2011), syrischer Waffenhändler
- Soghomonjan, Korjun (* 1993), armenischer Boxer

### Sogl
- Sogl, Anton (1892–1958), tschechoslowakischer Politiker und NSDAP-Kreisleiter
- Soglia Ceroni, Giovanni (1779–1856), italienischer Kardinal
- Sogliano, Antonio (1854–1942), italienischer Klassischer Archäologe
- Soglo, Christophe (1909–1983), beninischer Präsident
- Soglo, Emran (* 2005), englisch-französischer Fußballspieler
- Soglo, Ganiou (* 1961), beninischer Politiker
- Soglo, Nicéphore Dieudonné (* 1934), beninischer Politiker, Präsident von Benin (1991–1996)
- Soglow, Otto (1900–1975), US-amerikanischer Comiczeichner

### Sogn
- Sogn Olsen, Rolf (* 1945), norwegischer Radrennfahrer
- Sogne, Hervé, französischer Schauspieler und Synchronsprecher
- Sogni, Giuseppe (1795–1874), italienischer Porträtmaler
- Sogny, Michel (* 1947), französischer Klavierspieler, Komponist, Lehrer und Schriftsteller ungarischer Abstammung

### Sogo
- Sogo, Steven (* 1983), burundischer Musiker
- Sogoiani, Giorgi (* 1997), georgischer Rennrodler
- Šogolovs, Pēteris (1955–2020), lettischer Schauspieler und Synchronsprecher
- Sógor, Csaba (* 1964), rumänischer Politiker, MdEP

### Sogr
- Sograf, Dimitar (1796–1860), bulgarischer Maler
- Sograf, Nikolai Jurjewitsch (1851–1919), russischer Zoologe und Hochschullehrer
- Sograf, Sachari († 1853), bulgarischer Ikonenmaler
- Sografow, Petar (* 1964), bulgarischer Skilangläufer
- Sografski, Emil (* 1969), bulgarischer Skispringer und Skisprungtrainer
- Sografski, Wladimir (* 1993), bulgarischer Skispringer

### Sogu
- Soguel, Claude (* 1957), Schweizer Eishockeyspieler
- Soguel, Jacques (* 1956), Schweizer Eishockeyspieler
- Söğüt, Erkut (* 1980), deutscher Rechtsanwalt, Spielerberater, Dozent und Autor türkischer Abstammung

### Sogy
- Sogyal Lakar (1947–2019), tibetischer Buchautor und Lama (Buddhismus)Sogyal Lakar (1947–2019)

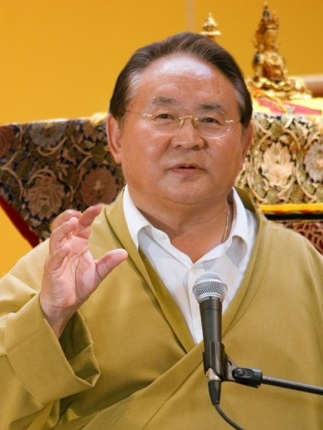
Sogyal Lakar (1947–2019)